# Stefan Grochowicki
Stefan Grochowicki herbu Jastrzębiec – sędzia brzeskokujawski w latach 1686–1694, podsędek brzeskokujawski w latach 1676–1686, pisarz brzeskokujawski w latach 1662–1676.
Poseł sejmiku radziejowskiego na sejm 1662 i 1665 roku. Członek konfederacji województw kujawskich w 1670 roku.